# North American Championships
Die North American Championships waren die Nordamerikanischen Meisterschaften im Amateurboxen und bestanden aus einem Viertelfinale, einem Halbfinale und einem Finale. Sie wurden von 1970 bis 1987 in relativ unregelmäßigen Abständen nach den Regeln des vom Internationalen Olympischen Komitee anerkannten Boxweltverbandes AIBA ausgetragen. Für Damen und Junioren fanden keine Wettkämpfe statt.

## Bekannte Champions
Zu den bekanntesten Boxern, die die Nordamerikanische Meisterschaft gewinnen konnten, zählen unter anderem Ron Lyle (1970), Aaron Pryor (1973), Sugar Ray Leonard (1974, 1975), Michael Dokes (1974, 1975), Adolfo Horta (1981), Ángel Herrera (1981), José Gómez Mustelier (1981), Carl Williams (1981), Steve McCrory (1982), Candelario Duvergel (1982, 1983, 1987), Jorge Luis González (1982), Virgil Hill (1983), Michael Bentt (1985), Lennox Lewis (1985, 1987), Arnaldo Mesa (1987), Juan Carlos Lemus (1987), Ángel Espinosa (1987), Pablo Romero (1987) und Félix Savón (1987).
Weitere beachtliche Champions waren unter anderem Alberto Sandoval (1973, 1974), Clinton Jackson (1974, 1975), Tommy Brooks (1975), Willie DeWitt (1982, 1983), Rafael Ramos (1985), Asif Dar (1985) und Egerton Marcus (1985).